# Loïc Dauvillier
Loïc Dauvillier, né le 3 janvier 1971 à Cambrai, est un auteur (scénariste de bande dessinée et d'albums jeunesse), réalisateur de film d'animation français, comédien et musicien au sein de la compagnie Il était une fois...

## Biographie
Loïc Dauvillier est d'abord éditeur : il crée en 1996 les éditions Charrette (jusqu'en 2012).
Il se lance au scénario, en 2004, avec Marc Lizano au dessin, dans une première série jeunesse de trois tomes, La Petite Famille.
Depuis, il a scénarisé de nombreuses bandes dessinées, aussi bien des adaptations littéraires que des récits intimistes. Parmi ses adaptations figurent plusieurs tomes Oliver Twist de Charles Dickens, en 2012 le roman L'Attentat de Yasmina Khadra, et en 2014, Falaises d'Olivier Adam.
Deux de ses ouvrages font partie de la « Bibliothèque jeunesse idéale » du Centre national de la littérature pour la jeunesse (BnF) : L'Enfant cachée (2012), conçu en collaboration avec le dessinateur Marc Lizano, qui évoque la « déportation des Juifs » et « où Dounia, l'enfant de 1942 devenue grand-mère, trouve enfin la force de parler ». L'album reçoit la Mention Spéciale du Jury œcuménique de la bande dessinée 2013, et est en sélection finale des « Pépites d'Or »  2012 du Salon du livre et de la presse jeunesse, dans la catégorie BD. Le second ouvrage sélectionné dans la « Bibliothèque idéale » est le troisième tome de la série Myrmidon : Myrmidon dans l'antre du dragon, dessiné par Thierry Martin, publié en 2014.

## Publications
(août 2018).

### Séries
- La Petite Famille, dessin de Marc Lizano, couleurs de Jean-Jacques Rouger ; Carabas
  1. Pépé, 2004
  2. Biquet, 2005
  3. Le Grand Ours, 2005

Intégrale, éditions La Gouttière
édition souple dans la collection Mille bulles pour L'école des loisirs, 2015 (3 tomes)

- Le Portrait d'après la nouvelle éponyme de Nicolas Gogol, dessin de François Ravard, couleurs de Myriam ; Carabas
  1. Première partie, 2005
  2. Deuxième partie, 2007

- Oliver Twist, dessin d'Olivier Deloye, couleurs de Isabelle Merlet et Jean-Jacques Rouger, éditions Delcourt ; d'après l’œuvre de Charles Dickens
  1. Tome 1, 2007
  2. Tome 2, 2007
  3. Tome 3, 2008
  4. Tome 4, 2010
  5. Tome 5, 2011

Intégrale, 2017

- Le Tour du monde en 80 jours, dessin d'Aude Soleilhac, couleurs de Anne-Claire Jouvray, éditions Delcourt ; d'après l’œuvre de Jules Verne
  1. Tome 1, 2008
  2. Tome 2, 2009
  3. Tome 3, 2010

Intégrale, 2016

- Monsieur Lapin , dessin de Baptiste Amsallem, éditions Des ronds dans l'O, 
  1. Tome 1, La carotte sauvage, 2012
  2. Tome 2, La chasse au papillon, 2013
  3. Tome 3, Les  ballons, 2014
  4. Tome 4, La peinture, co-scénario avec Mickaël Roux, 2016
  5. Tome 5, Une jolie fleur, 2019 (à paraitre)

- Myrmidon[9], dessin de Thierry Martin, Éditions de la Gouttière
  1. Myrmidon au pays des cow-boys[10], 2013
  2. Myrmidon dans l'espace, 2013
  3. Myrmidon et l'antre du dragon, 2014 « Bibliothèque jeunesse idéale » du Centre national de la littérature pour la jeunesse (BnF)[4]
  4. Myrmidon et l'ile des pirates, 2015
  5. Myrmidon et la grotte mystérieuse, 2016
  6. Myrmidon et la grosse bête de la montagne, 2018

### One-shots
- Beurk, dessin de Mikhaël Roux, couleurs de Myriam ; Carabas, 2006
- Passages, dessin de Thibault Poursin, Fédération Française de comics, première version, 2006
- Comment je me suis fait suicider, dessin de Sébastien Vassant, éditions 6 Pieds sous terre, 2006
- Ce qu'il en reste, dessin de Jérôme d'Aviau et textes de Joseph Incardona; Les Enfants Rouges, 2007
- La Douce d'après la nouvelle de Dostoïevski, dessin et couleurs de Mikhaël Allouche ; Carabas, 2007
- Nous n'irons plus ensemble au canal Saint Martin[11], scénario de Sibylline et Loïc Dauvillier, dessin de Capucine, Jérôme d'Aviau et François Ravard; éditions les Enfants Rouges, collection « Absinthe », 2007.
- La Boucherie, dessin de Thibault Poursin, éditions Les Enfants Rouges, 2007
- Passages, dessin de Thibault Poursin, éditions L'absence. version définitive, 2008
- Mamé, dessin de Deborah Pinto, éditions 6 Pieds sous terre, 2008
- La Nuit des cendres, dessin et couleurs de Joël Legars ; Carabas, 2008[12]
- Loïc Dauvillier (scénario) et Jerôme D'aviau, Inès, Glénat, coll. « Drugstore », 2009, 112 p. (ISBN 9782356260970)[13]
- Petite Souris, Grosse Bêtise, dessin de Kokor, Éditions de la Gouttière. Version cartonnée et version souple, 2009
- Les équilibres instables, dessin de Clotka, éditions Les Enfants Rouges, 2009
- Dino & Pablo, dessin de Baptiste Amsallem, éditions Bang. éditions en français, espagnol et catalan, 2010
- Neuf Pieds Sous Terre, dessin de Tanxxx, 6 Pieds sous terre, 2010
- L'Enfant Cachée[6], dessin de Marc Lizano, couleurs de Greg Salsedo, Le Lombard, 2012 « Bibliothèque jeunesse idéale » du Centre national de la littérature pour la jeunesse (BnF)[4] - Mention Spéciale Jury œcuménique de la bande dessinée 2013[7]
- Hugo et Cagoule[14], dessin de Marc Lizano, éditions La Gouttière, 2012
- L'Attentat, dessin de Glen Chapron, adaptation du roman éponyme de Yasmina Khadra, Glénat, 2012
- Falaises, « librement adapté »[15] du roman éponyme de Olivier Adam, dessins de Thibault Balahy, collection Olivius, éd. de L'Olivier et édition Cornélius, 2014  (ISBN 978-2-8236-0068-1)
- L'Invitation, co-scénario avec Monia Lyorit, dessin Sess, éditions Frimousse, 2018
- La Récréation, dessin Olivier Deloye, édition Les P'tits Bérets, 2018

### Littérature jeunesse
- Renard et Loup, dessin de Cecil, éditions Il était une fois..., 2018

## Filmographie (Animation)
- Monsieur Lapin, 24 épisodes de 2 min 30 s. Auteurs : Loïc Dauvillier et Baptiste Amsallem. Réalisateurs : Loïc Dauvillier, Jérôme D’Aviau. Production : Marmitafilms (2016)
- La P'tite Étincelle, 15 épisodes de  2 min 30 s. D'après les ouvrages jeunesse d'Édouard Manceau publiés aux éditions Frimousse, adaptation de Monia Lyorit et Loïc Dauvillier. Réalisateur : Loïc Dauvillier. Production : Chacapa films  (En développement - Pilote en cours)
- Myrmidon, (en développement).  Auteurs : Loïc Dauvillier et Thierry Martin. Réalisateur : Loïc Dauvillier.

## Spectacles
- « La famille Gribouillis »[16] de Monia Lyorit et Loïc Dauvillier, d'après deux ouvrages d'Édouard Manceau La famille Gribouillis (2009) et Nom d’un champignon ! (2007), production Il était une fois ; création 2015 - Ce spectacle tourne toujours.
- « Le vilain petit canard » d'après Andersen, avec Monia Lyorit, Alexis Vitrebert et Loïc Dauvillier.Le texte a été adapté par Monia Lyorit et Loïc Dauvillier , production Il était une fois ; création 2017 - Ce spectacle tourne toujours.
- « La Battle de dessin », production Il était une fois ; création 2016 - Ce spectacle tourne toujours.
- « Renart et Loup », avec Cecil et Loïc Dauvillier, Le texte est de Loïc Dauvillier.   pour la forme dessinée, production Il était une fois ; création 2018.  pour la forme sans dessin, production La Plop compagnie ; création 2018
- « Les Grandes dents », avec Maria-Paz Matthey et Loïc Dauvillier, production Il était une fois ; création 2019.

## Musique
Loïc Dauvillier a été le batteur du groupe Lucie Cries de 1990 à 1993. 
Il a également réalisé des lignes de synthé pour les 3 albums du groupe (1993-1995).
- Singles & EPs
  1. Nec Pluribus Impar (CD, Maxi), Alea Jacta Est, 1991
  2. Mythes Et Lumière (CD, Maxi), Alea Jacta Est, 1991
  3. La Loi D'Avril (CD, Maxi), Alea Jacta Est, 1993

- Albums
  1. Res Non Verba (CD, Album), Alea Jacta Est, 1993
  2. Semper Ad Alta (CD, Album), Alea Jacta Est, 1994
  3. Nihil Ex Nihilo (CD, Album), Alea Jacta Est, 1995

- Compilations
  1. Prima Verba (1990-1993) (CD, Comp), Alea Jacta Est, 1995
  2. Non Nova, Sed Nove - Vol. II (2xCD, Comp, RM), Infrastition, 2008
  3. Non Nova, Sed Nove - Vol. I (2xCD, Comp, RM), Infrastition, 2008
  4. Auctor Terminat Opus (2xLP, Comp, Ltd, Gre), Brouillard Définitif, 2014

Loïc Dauvillier est à l'origine du projet musical In Flux (2014-2015). 
Ce projet consiste à mettre en musique l'ouvrage de Jean Cocteau" La machine infernale.
- Compilation

1. L'appel de la muse volume V (CD), Alea Jacta Est, 2015 (titre : Thèbes - Piste 1)

Sous le pseudonyme de LAFREUX, Loïc Dauvillier écrit,compose et interprète des morceaux à destination du jeune public.
- EP
  1. Chansons débiles pour enfants intelligents (EP 6 titres, CD, Digital) L'autre Label - octobre 2020

- Single
  1. Le single, même que ça veut rien dire  (2 titres, bandcamp ) autorod - janvier 2020

- EP à venir
  1. Chansons énervées pour enfants polis (EP 5 titres, CD, Digital) L'autre Label - octobre 2021
  2. En duo avec Sergio del Vilard, La Famille (EP 5 titres - CD, Digital) L'autre Label - 2022

- Compilation à venir
  1. Les formidables chansons de la terrible cruelle gentille sorcière (EP 5 titres, CD, Digital) L'autre Label - 2021 ou 2022

Sous son nom, il participe à la compilation initiée par Kim Giani.
1. Super Pizza Club (CD), L'absence Records, 2021(1 titre / 100 exemplaires).

## Prix et distinctions
- L'Enfant cachée, dessins de Marc Lizano, 2012
  - « Bibliothèque jeunesse idéale »[6] du Centre national de la littérature pour la jeunesse (BnF)
  - Mention Spéciale Jury œcuménique de la bande dessinée 2013[7],[17]
  - Sélection finale des « Pépites d'Or »[8] 2012 du Salon du livre et de la presse jeunesse, dans la catégorie BD.
- Myrmidon, tome 3 :Myrmidon dans l'antre du dragon, dessins de Thierry Martin, publié en 2014.
  - « Bibliothèque jeunesse idéale »[6] du Centre national de la littérature pour la jeunesse (BnF)

### Documentation
- Loïc Dauvillier, une BD par "devoir de mémoire", RTS, 7 février 2012.
- Podcast, France Culture.